# Dodge La Femme
De Dodge La Femme was een automodel van het Amerikaanse merk Dodge uit 1955. De coupé was in feite een optiepakket op de Dodge Lancer en was specifiek gericht op vrouwen. In de brochure stond: By Special Appointment to Her Majesty... the American Woman.

## Achtergrond
In het begin van de jaren 1950 merkte de marketingdivisie van Chrysler op dat vrouwen steeds meer invloed hadden en interesse kregen in de aankoop van een auto. Bij koppels bijvoorbeeld kreeg de vrouw steeds meer zeg in de kleurkeuze. Om hier op in te spelen bracht men een auto op de markt die speciaal voor vrouwen bestemd was.
The La Femme was gebaseerd op twee conceptauto's uit 1954 die La Comte en La Comtesse heetten. Beiden waren afgeleid van de Chrysler Newport hardtop die een doorzichtig plastic dak hadden en waren gericht op een van beide sekses. De La Comte was gelakt in mannelijke kleuren en de La Comtesse in vrouwelijke, en ze waren dus respectievelijk op mannen en op vrouwen gericht. De positieve reacties op de auto's overtuigden Chrysler ermee verder te gaan.

## Ontwerp

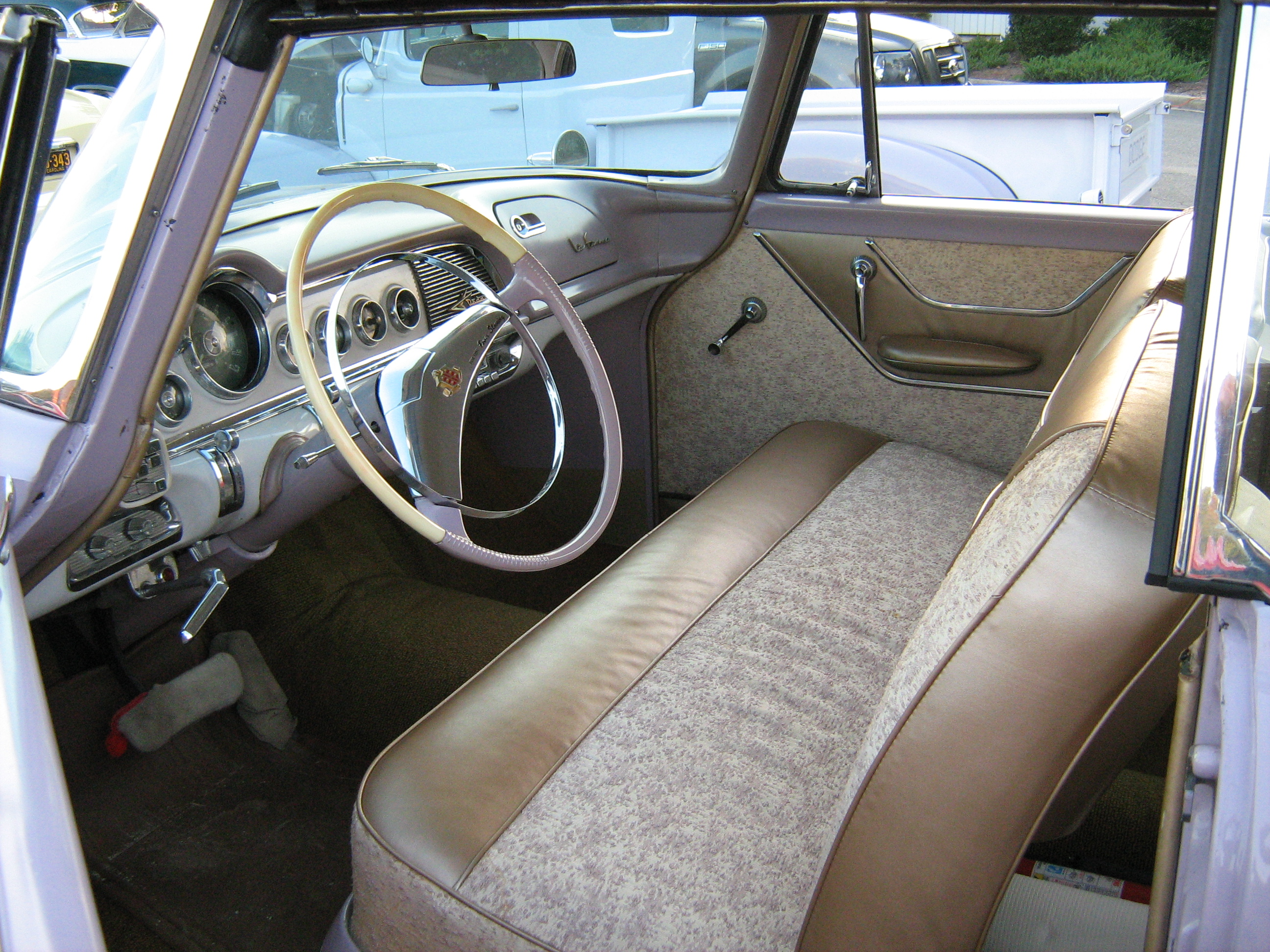
Interieur.

Het project belandde bij de Dodge-afdeling waar het La Femme gedoopt werd. Als basis werd de Dodge Custom Royal Lancer uit 1955 genomen. Het exterieur van dat model kreeg goudkleurige La Femme emblemen en werd in Sapphire-wit een Heather-roze gespoten. Het interieur werd van allerlei vrouwelijke toetsen voorzien. Zo was de bekleding zachtroze met een rozenmotief
en was achter de bestuurder een vak voorzien voor een regenjas, regenkap en een paraplu. De auto kwam ook met een bijpassende handtas waarvoor achter de voorpassagier een speciaal vak was voorzien. In die handtas zaten een lippenstifthouder, een sigarettendoosje, een aansteker en een kleingeldzakje. Voor 1956 kreeg de La Femme de kleuren Regal Orchid en Misty Orchid en werd ook het
interieur aangepast. In 1955 werden naar schatting 1500 exemplaren gebouwd, in 1956 een 1000-tal.